# Pouilly (Mosel·la)
Pouilly és un municipi francès, situat al departament del Mosel·la i a la regió del Gran Est. L'any 2007 tenia 690 habitants.

## Demografia

### Població
El 2007 la població de fet de Pouilly era de 690 persones. Hi havia 278 famílies, de les quals 48 eren unipersonals (16 homes vivint sols i 32 dones vivint soles), 109 parelles sense fills, 97 parelles amb fills i 24 famílies monoparentals amb fills.
La població ha evolucionat segons el següent gràfic:
Habitants censats

### Habitatges
El 2007 hi havia 289 habitatges, 275 eren l'habitatge principal de la família, 2 eren segones residències i 12 estaven desocupats. 271 eren cases i 18 eren apartaments. Dels 275 habitatges principals, 240 estaven ocupats pels seus propietaris, 32 estaven llogats i ocupats pels llogaters i 3 estaven cedits a títol gratuït; 1 tenia una cambra, 2 en tenien dues, 13 en tenien tres, 49 en tenien quatre i 210 en tenien cinc o més. 246 habitatges disposaven pel capbaix d'una plaça de pàrquing. A 105 habitatges hi havia un automòbil i a 158 n'hi havia dos o més.

### Piràmide de població
La piràmide de població per edats i sexe el 2009 era:
| Homes | Edats   | Dones |
| ----- | ------- | ----- |
| 0     | 95 o +  | 0     |
| 4     | 90 a 94 | 0     |
| 0     | 85 a 89 | 8     |
| 0     | 80 a 84 | 0     |
| 12    | 75 a 79 | 16    |
| 16    | 70 a 74 | 16    |
| 8     | 65 a 69 | 12    |
| 28    | 60 a 64 | 20    |
| 40    | 55 a 59 | 48    |
| 32    | 50 a 54 | 44    |
| 16    | 45 a 49 | 4     |
| 56    | 40 a 44 | 52    |
| 16    | 35 a 39 | 32    |
| 12    | 30 a 34 | 8     |
| 16    | 25 a 29 | 8     |
| 16    | 20 a 24 | 12    |
| 32    | 15 a 19 | 24    |
| 36    | 10 a 14 | 48    |
| 24    | 5 a 9   | 16    |
| 0     | 0 a 4   | 4     |

## Economia
El 2007 la població en edat de treballar era de 454 persones, 297 eren actives i 157 eren inactives. De les 297 persones actives 280 estaven ocupades (143 homes i 137 dones) i 17 estaven aturades (7 homes i 10 dones). De les 157 persones inactives 73 estaven jubilades, 55 estaven estudiant i 29 estaven classificades com a «altres inactius».

### Ingressos
El 2009 a Pouilly hi havia 278 unitats fiscals que integraven 712,5 persones, la mediana anual d'ingressos fiscals per persona era de 22.657 €.

### Activitats econòmiques
Dels 13 establiments que hi havia el 2007, 2 eren d'empreses de construcció, 1 d'una empresa de comerç i reparació d'automòbils, 2 d'empreses financeres, 1 d'una empresa immobiliària, 3 d'empreses de serveis i 4 d'entitats de l'administració pública.
Dels 2 establiments de servei als particulars que hi havia el 2009, 1 era una fusteria i 1 lampisteria.
L'únic establiment comercial que hi havia el 2009 era una peixateria.
L'any 2000 a Pouilly hi havia 5 explotacions agrícoles.

## Equipaments sanitaris i escolars
El 2009 hi havia 1 escola maternal i 1 escola elemental.

## Poblacions més properes
El següent diagrama mostra les poblacions més properes.